# PNA Pacific North America
In meteorologia, l'Indice PNA (Inglese: Pacific-North America ovvero Oceano Pacifico - Nord America) è un indice teleconnettivo, di tipo descrittivo che monitora la circolazione atmosferica sull'Oceano Pacifico Settentrionale e sul Continente Nordamericano; più in particolare le differenze di pressione oceano-continente.

Il pattern PNA è associato alle oscillazioni della forza e alle variazioni di posizione della corrente a getto orientale.

È stata osservata una correlazione tra il pattern PNA ed El Niño - Southern Oscillation (ENSO): la fase PNA+ tende ad essere associata con valori positivi dell'ENSO (El Niño), la fase negativa tende ad essere associata con Pacific episodi freddi (La Niña).

È caratterizzato da una fase positiva e da una fase negativa

## Fase Positiva
La fase positiva del pattern PNA è caratterizzata da valori di pressione atmosferica superiori alla media in corrispondenza delle Isole Hawaii e della Regione delle Montagne degli Stati Uniti, contro valori di pressione atmosferica infiori alla media nella regione compresa tra le Isole Aleutinee il Sud_Est degli Stati Uniti.

A questa fase si associa una maggiore forza della corrente a getto orientale, con uno spostamento verso est nella regione di uscita, verso gli Stati Uniti occidentali.

Si associa a temperature superiori alla media sul Canada occidentale e l'estremo Ovest degli Stati Uniti, e temperature inferiori alla media in tutto il Centro-Sud e Sud-Est degli Stati Uniti. Gli effetti più marcati sul Continente Nordamericano si hanno durante la stagione estiva.

Per quanto riguarda le precipitazioni si hanno valori superiori alla media nel Golfo dell'Alaska e valori inferiori alla media nel Midwest degli Stati Uniti.

## Fase Negativa
Al contrario, la fase negativa del pattern PNA è caratterizzata da valori di pressione atmosferica inferiori alla media in corrispondenza delle Isole Hawaii e della Regione delle Montagne degli Stati Uniti, contro valori di pressione atmosferica superiori alla media nella regione compresa tra le Isole Aleutinee il Sud_Est degli Stati Uniti.

A questa fase è associata ad uno spostamento verso Ovest della corrente a getto orientale, verso l'Asia orientale, bloccando l'attività sulle alte latitudini del Nord Pacifico, e una marcata configurazione di split-flow sopra il Pacifico Settentrionale.
Temperature inferiori alla media sul Canada occidentale e l'estremo Ovest degli Stati uniti e temperature superiori alla media nel Centro-Sud e Sud-Est degli Stati Uniti. Le precipitazioni tendono ad essere superiori alla media nel Midwest degli Stati Uniti.

## Effetti sull'Europa
Effetti.
Ad un pattern PNA+ è legata la formazione di un forte anticiclone di blocco sulla parte settentrionale dell'Oceano Atlantico, con conseguente discesa di aria artica sul Centro-Sud Europa, con anomalie negative di temperatura. Sulle suddette zone non sono rare, in Inverno, copiose nevicate.

Ad un pattern PNA- è invece legata attività depressionaria in Atlantico, con correnti miti sull'Europa, specialmente in Inverno.